# Pseudolembosia dominicana
Pseudolembosia dominicana är en svampart som beskrevs av Petr. & Cif. 1932. Pseudolembosia dominicana ingår i släktet Pseudolembosia och familjen Parmulariaceae.   Inga underarter finns listade i Catalogue of Life.